# Удальне
Уда́льне (рос. Удальное) — село (в минулому селище) у складі Табунського району Алтайського краю, Росія. Входить до складу Табунської сільської ради.

## Населення
Населення — 210 осіб (2010; 239 у 2002).
Національний склад (станом на 2002 рік):
- росіяни — 65 %